# عبارت جهت‌دار
استفاده از مغلطه با «عبارت جهت‌دار»، یکی از روش‌های رایج لفاظی است و به فراوانی برای عوام‌فریبی و پروپاگاندا استفاده می‌شود. در این روش معمولاً برای گذاردن تأثیر مطلوب بر مخاطب تلاش می‌شود تا به جای اندیشه وی، احساسات وی برانگیخته شود.

## عبارت جهت‌دار
عبارت جهت‌دار علاوه بر معنای ظاهری خود، دارای پیام پنهان احساسی نیز می‌باشند. به‌طور مثال:
- هنگامی که «پنیر فرآوری‌شده» در اوایل قرن بیستم عرضه شد، دیگر تولیدکنندگان پنیر درخواست کردند که پنیر فوق به نام «پنیر مومیایی» در بازار عرضه شود، این عبارت توسط مسئولان مربوط در آن زمان «جهت‌دار» علیه محصول جدید دیده شد و نام دیگری بر آن نهادند.[۱]

خود استفاده از «عبارت جهت‌دار» نیز «عبارت جهت‌دار» محسوب می‌شود. با استفاده از این صفت، برای توصیف نوشتار یا صحبتی، معادل اتهام عوام‌فریبی است.

## پرسش جهت‌دار
اگر پرسشی دارای "پیش‌فرض از پیش اثبات‌نشده‌ای" باشد، جهت‌دار است. مثال کلاسیک این گونه سؤالات عبارت: "دیگه زنت را نمی‌زنی؟" است. سؤال‌کننده با بیان عبارت فوق، مخاطب را در وضعیتی قرار می‌دهد که هر جواب بله و خیری به منزله تأیید پیش‌فرض سابقه کتک‌زدن است.
مورد دیگر بسیار پرکاربرد که در برخی از مصاحبه‌های رسانه‌ها دیده می‌شود: گزارشگری که به دلیلی قصد دارد تا مطلبی را به مخاطب خود القا کند، معمولاً از عبارتی شبیه "آیا با توجه به سابقه اعمال خلافتان، آیا نگران نیستید که شغل جدیدتان را از دست‌ بدهید؟" به جای بیان "فلانی سابقه خلاف دارد" استفاده می‌کند. با این روش ممکن است در برخی از بینندگان شائبه بی‌طرفی مصاحبه‌کننده ایجاد شود.

## در دادگاه
در حقوق، استفاده از این گونه پرسش‌ها، که در باطن، فرض بر چیزی دارند که هنوز اثبات نشده‌است، نکوهیده شده‌است. در هنگام بازجویی یا شهادت چنانچه چنین سؤالی پرسیده شود، قاضی یا وکیل مدافع باید با اعتراض خود، مانع از جواب دادن شاهد یا متهم شوند و از پرسنده بخواهند تا سؤال خود را به ترتیب دیگری بپرسد.
به عنوان مثال، اگر دادستان از متهم چنین سؤالی بپرسد: "پول فاحشگان را آیا از طریق رشوه تامین می‌کردی؟" پس از اعتراض وکیل مدافع، معمولاً باید قاضی بخواهد که ابتدا دادستان "دیدار با فاحشگان" را اثبات کند، بعد به سراغ منبع مالیشان برود.